# Black Christmas (Un Natale rosso sangue)
Black Christmas (Un Natale rosso sangue) (Black Christmas) è un film del 1974 diretto da Bob Clark. Il film è considerato uno dei capolavori del genere horror ed il "capostipite" del sottogenere slasher.
Nel 2006 ne è stato realizzato un remake, Black Christmas - Un Natale rosso sangue, con Katie Cassidy e Michelle Trachtenberg e nel 2019 un altro.

## Trama
Un uomo sale nell'attico di un convitto di donne, mentre le inquiline festeggiano il Natale. Jess Bradford riceve una telefonata oscena da parte di un uomo che aveva già chiamato in precedenza quel numero. Dopo che l'amica Barb Coard provoca l'uomo, lui le risponde con "Io ti ucciderò", e poi riattacca.
Claire Harrison è contrariata dal comportamento di Barb e sale al piano di sopra per terminare i bagagli per il suo ritorno a casa. Sente miagolare il gatto, Claude, e cerca di capire cosa gli stia succedendo. Claire viene asfissiata con un velo di plastica che le viene avvolto attorno al viso. Il suo corpo rimane nell'attico dove l'omicida la sistema su una sedia a dondolo vicino alla finestra e le mette una bambola in grembo.
Il giorno successivo il padre di Claire giunge sul posto per portarla a casa per le vacanze. Quando lei non si presenta al posto stabilito, egli si dirige verso il convitto.
Jess incontra il suo ragazzo, Peter Smythe, un aspirante pianista nevrotico, per dirgli che è incinta e che vuole abortire; Peter ne rimane sconvolto e le ordina di ridiscutere la cosa in un secondo momento.
Il signor Harrison e le compagne del convitto Barb e Phyllis "Phyl" Carlson vanno alla polizia per denunciare la scomparsa di Claire. Il sergente Nash le ignora, dicendo loro che Claire potrebbe essere con uno dei suoi amanti. Il ragazzo di Claire, Chris, viene informato da Jess della sparizione e del rifiuto di collaborare del sergente Nash: i due vanno subito alla stazione di polizia per discutere col tenente Kenneth Fuller. In stazione c'è anche una madre che riporta la sparizione della figlia Janice.
La sera stessa il signor Harrison, Chris, e le compagne della comunità si uniscono ad altre persone del posto per cercare Janice e Claire.
Tornata in casa la signora Mac, la sorvegliante del convitto, sente i miagolii del gatto nell'attico; scopre così il cadavere di Claire, ma l'assassino le scaglia contro un uncino da cantiere uccidendola.
Le persone riunite per la ricerca trovano il corpo senza vita di Janice; Jess torna a casa e qui riceve un'altra telefonata oscena, dopo la quale telefona alla polizia. Peter giunge al convitto e discute con lei dell'aborto pianificato. Lui se ne va dopo che il tenente Fuller arriva sul posto per avere informazioni sulle telefonate ricevute. Un tecnico piazza una microspia nel telefono per risalire al numero del chiamante, mentre un agente controlla l'esterno dell'edificio.
Barb, dopo aver straparlato e delirato perché ubriaca, va a letto. L'assassinio appare nella sua stanza e la accoltella a morte con un soprammobile, trovato sul posto, a forma di unicorno, mentre, all'esterno, i canti di Natale di un gruppo di bambini coprono il rumore dell'assalto.
Jess riceve un'altra telefonata oscena che cita una parte del litigio che ha avuto con Peter.
Jess, ora, sospetta che Peter sia l'autore delle chiamate, ma poi lei e Phyl concludono che non può essere lui, visto che Peter era stato presente a una delle prime telefonate. Phyl va a letto, al piano di sopra, ma prima decide di controllare come stia Barb; la porta si chiude improvvisamente dietro di lei.
Arrivano altre chiamate, più lunghe, e la Polizia riesce ad intercettarle e capire che provengono dall'interno dell'abitazione. A Jess, viene ordinato di lasciare la casa immediatamente; lei, impaurita, grida chiamando le amiche Barb e Phyl.
Alla stazione di polizia, il tenente Fuller viene informato della cosa e si dirige verso il convitto. Jess prende come arma un attizzatoio dal camino e si avventura al piano di sopra, trovando i cadaveri di Barb e di Phyl. L'assassino la attacca e la rincorre fino a che Jess riesce a sfuggirgli, rinchiudendosi nel sottoscala. Peter appare all'esterno di una finestra del sottoscala, dicendo a Jess di aver sentito delle urla, quindi rompe il vetro e riesce a entrarvi. Jess, credendo che sia lui, l'assassino, si rintana in un angolo mentre lui si avvicina.
Il tenente Fuller e la polizia arrivano sul posto e scoprono che l'agente, che era in servizio nell'auto, all'esterno dell'edificio, è stato ucciso. Quando sentono Jess gridare, corrono all'interno della casa e trovano Jess, nel seminterrato, con Peter, che lei ha ucciso difendendosi. Gli agenti credono che Peter sia l'assassino. Jess, sotto choc, non può parlare fino all'indomani. Gli agenti lasciano Jess, dormire nel suo letto, dicendole che un uomo rimarrà all'esterno della porta d'ingresso. Nella casa, riprende a suonare il telefono. La trama è predisposta per un sequel.

## Produzione
Il film, girato dal 25 marzo all'11 maggio del 1974 costò circa 686.000 dollari canadesi. Gilda Radner accettò la parte di Phyllis Carlson ma, un mese prima dell'inizio delle riprese, l'attrice lo abbandonò per lavorare al Saturday Night Live. Le telefonate dell'assassino furono fatte da cinque persone differenti, fra le quali il regista, l'attore Nick Mancuso e un'attrice della quale non viene riportato il nome.

## Distribuzione
Il film fu distribuito in Canada l'11 ottobre 1974 dall'Ambassador Film Distributors, mentre venne distribuito negli Stati Uniti il 20 dicembre dello stesso anno dalla Warner Bros. con il titolo Silent Night, Evil Night. In Italia è stato distribuito il 12 febbraio 1976 dalla Roxy International.

## Opere collegate
Il film To All a Goodnight (1980), inedito in Italia, prende spunto per trama e ambientazioni da Black Christmas; in questo caso, le studentesse di una sorority, durante le festività natalizie, vengono attaccate da un misterioso assassino.